# Корниенковский сельский совет
Корниенковский сельский совет (укр. Корнієнківська сільська рада) — входит в состав Великобагачанского района Полтавской области Украины.
Административный центр сельского совета находится в с. Корниенки.

## История
- 1920 — дата образования.

## Населённые пункты совета
- с. Корниенки
- с. Вышари
- с. Мостовивщина
- с. Попово
- с. Трудолюбивое
- с. Цикалы
- с. Шпирны